# Zarząd przymusowy
Zarządca przymusowy – osoba powoływana w cywilnym sądowym postępowaniu zabezpieczającym lub w cywilnym sądowym postępowaniu egzekucyjnym z przedsiębiorstw lub gospodarstw rolnych – egzekucja z przedsiębiorstw. W drugim przypadku zarządca jest organem egzekucyjnym i funkcjonariuszem publicznym. Pozycja zarządcy przymusowego usytuowana jest pomiędzy komornikiem a syndykiem. Zarządca w egzekucji z przedsiębiorstw ma częściowo uprawnienia komornika a częściowo syndyka (w podobnym zakresie dokonuje także czynności, gdyż celem tego rodzaju egzekucji jest zbycie przedsiębiorstwa w całości – jak w postępowaniu upadłościowym i zaspokojenie wierzycieli – jak w egzekucji singularnej – komorniczej). W przypadku wszczęcia egzekucji z przedsiębiorstwa w całości wszelkie egzekucje sądowe i administracyjne umarzane są z mocy prawa i jedynym wykonawczym organem egzekucyjnym jest zarządca przymusowy działający pod nadzorem sądu.